# Слепушкин, Дмитрий Анатольевич
Дмитрий Анатольевич Слепушкин (род. 29 апреля 1967 года, Ленинград, РСФСР, СССР) — российский художник, член-корреспондент Российской академии художеств (2009). Заслуженный художник Российской Федерации (2004).

## Биография
Родился 29 апреля 1967 года в Ленинграде.
В 1985 году — окончил Ленинградскую среднюю художественную школу имени Б. В. Иогансона (ЛСХШ).
С 1987 по 1989 годы — служба в рядах Советской армии.
В 1994 году — окончил Московский художественный институт имени В. И. Сурикова, в мастерской портрета под руководством народного художника СССР И. С. Глазунова.
С 1990 года — участник военно-исторической реконструкции на Бородинском поле.
С 1996 года — работает Российской академии живописи, ваяния и зодчества Ильи Глазунова: ассистентура-стажировка, доцент кафедры живописи (1998—2004), с 2004 года — профессор кафедры живописи.
С 2003 года по настоящее время — руководитель мастерской портрета Российской академии живописи, ваяния и зодчества Ильи Глазунова.
В 2009 году — избран членом-корреспондентом Российской академии художеств.
В 2012 году — присвоено учёное звание профессора.
Член Творческого союза художников России, дипломант Российской академии художеств, участник многочисленных выставок в России.

## Творческая деятельность
Основные произведения
- портрет императора Николая I (для реконструированного интерьера Большого Кремлёвского дворца);
- портрет члена военно-исторического клуба А. Рощина (1990 г.);
- портрет члена военно-исторического клуба В. Королева (1990 г.);
- портрет члена военно-исторического клуба И. Иванова (1991 г.);
- «Обнажённая модель» (1991 г.);
- групповой портрет художников Российской Академии живописи ваяния и зодчества;
- портрет девушки в русском костюме (1991 г.);
- портрет Президента военно-исторической ассоциации О. Соколова (1992 г.);
- «Молебен перед боем» (1994 г.);
- «Исаакиевская площадь» (1995 г.);
- «Помпейский дворик» (1995 г.);
- «Скандинавский мотив» (1995 г.);
- «Назарет» (1995 г.);
- «Помпеи» (1995 г.)

В 1998-1999 годах принимал участие в реконструкции и оформлении Большого Кремлёвского Дворца, а в 2001-2002 годах — в росписи храма Успения Пресвятой Богородицы в г. Верхняя Пышма под Екатеринбургом.
Произведения представлены в частных собраниях и музеях.

## Награды
- Заслуженный художник Российской Федерации (7 апреля 2004 года) — за заслуги в области искусства[1]
- Орден Дружбы (8 августа 2023 года) — за большой вклад в развитие отечественной культуры и искусства, многолетнюю плодотворную творческую деятельность[2].

## Семья
Отец - Слепушкин Анатолий Иванович (1935 -), художник-график.